# Niagarawatervallen

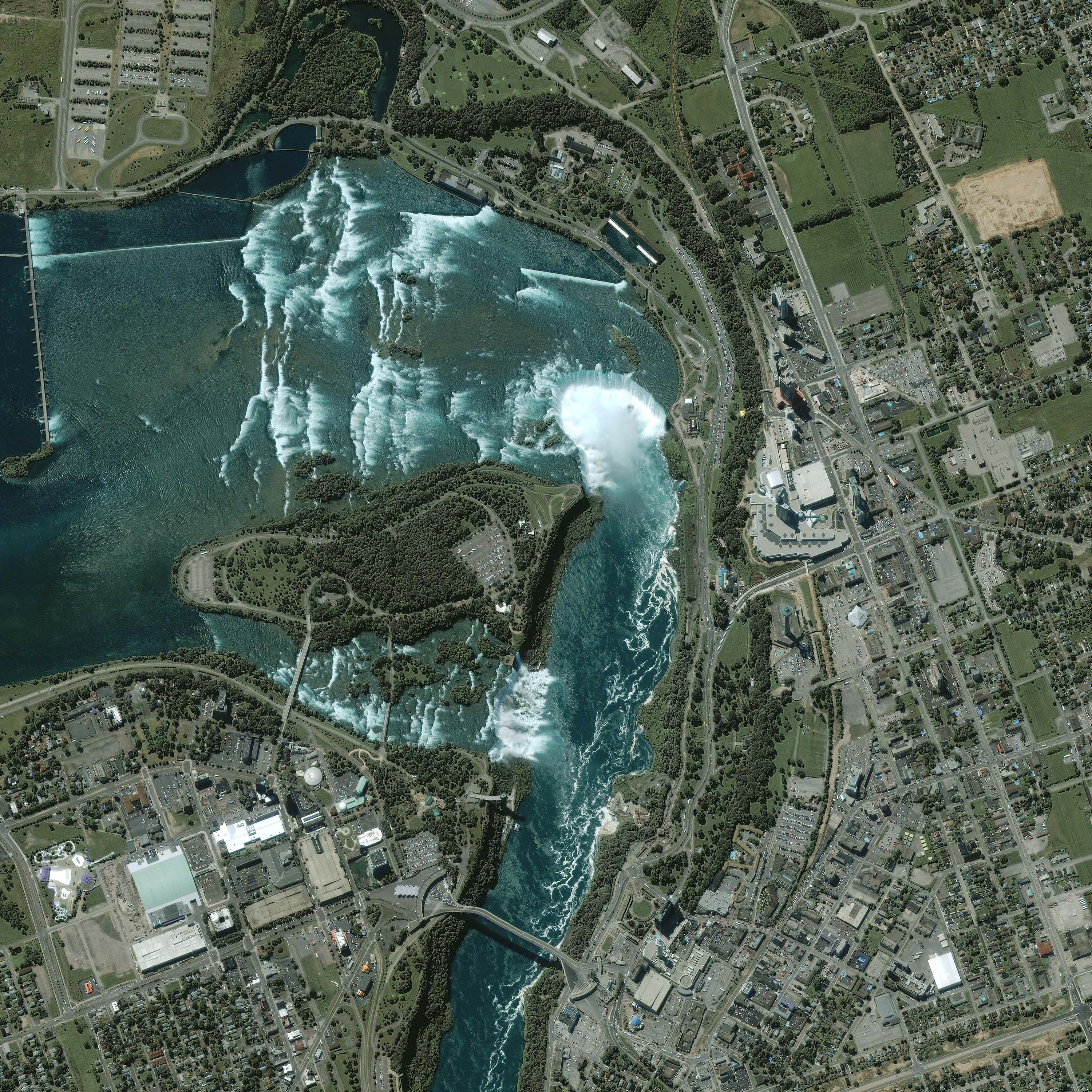
De Niagarawatervallen vanuit de ruimte

De Niagarawatervallen (Engels: Niagara Falls, Frans: Chutes du Niagara) behoren tot de grootste en bekendste watervallen ter wereld. De waterval bestaat uit drie delen: de Horseshoe Falls, de American Falls en de Bridal Veil Falls. Ze liggen op de grens tussen de Verenigde Staten en Canada tussen de gelijknamige steden Niagara Falls in de Amerikaanse staat New York en Niagara Falls in de Canadese provincie Ontario. De steden zijn verbonden door de Rainbow Bridge, een brug over de rivier de Niagara, stroomafwaarts van de watervallen. De priester Louis Hennepin (geboren in Ath in de toenmalige Spaanse Nederlanden) was de eerste Europeaan die de watervallen zag (1678) en uitvoerig beschreef.

## Beschrijving
Het verval van de watervallen is niet groot, gemiddeld 60 meter totaal, maar de breedte en de hoeveelheid water die de Niagarawatervallen passeert maken hen tot een spektakel. Aan de Amerikaanse kant is het mogelijk vlak bij het water te staan dat over de rand naar beneden valt. Vanaf de Canadese kant zijn niet alleen de American Falls maar ook de Horseshoefalls te bewonderen. De watervallen zijn vanaf het water van dichtbij te bekijken aan boord van de toeristenrondvaartboten Maid of the Mist en Hornblower.
Er wordt te Niagara elektriciteit opgewekt. Aan de Canadese kant staan de Sir Adam Beck-waterkrachtcentrales en aan de Amerikaanse kant de Robert Moses-centrale. De hoeveelheid water die naar beneden stort is nauwkeurig geregeld. Stroomafwaarts is te zien met welke kracht het gevallen water de rotsen uitholde. Er zijn daar nauwe sleuven van meters diep in de rotsen te vinden.

## De drie watervallen

### Horseshoe Falls

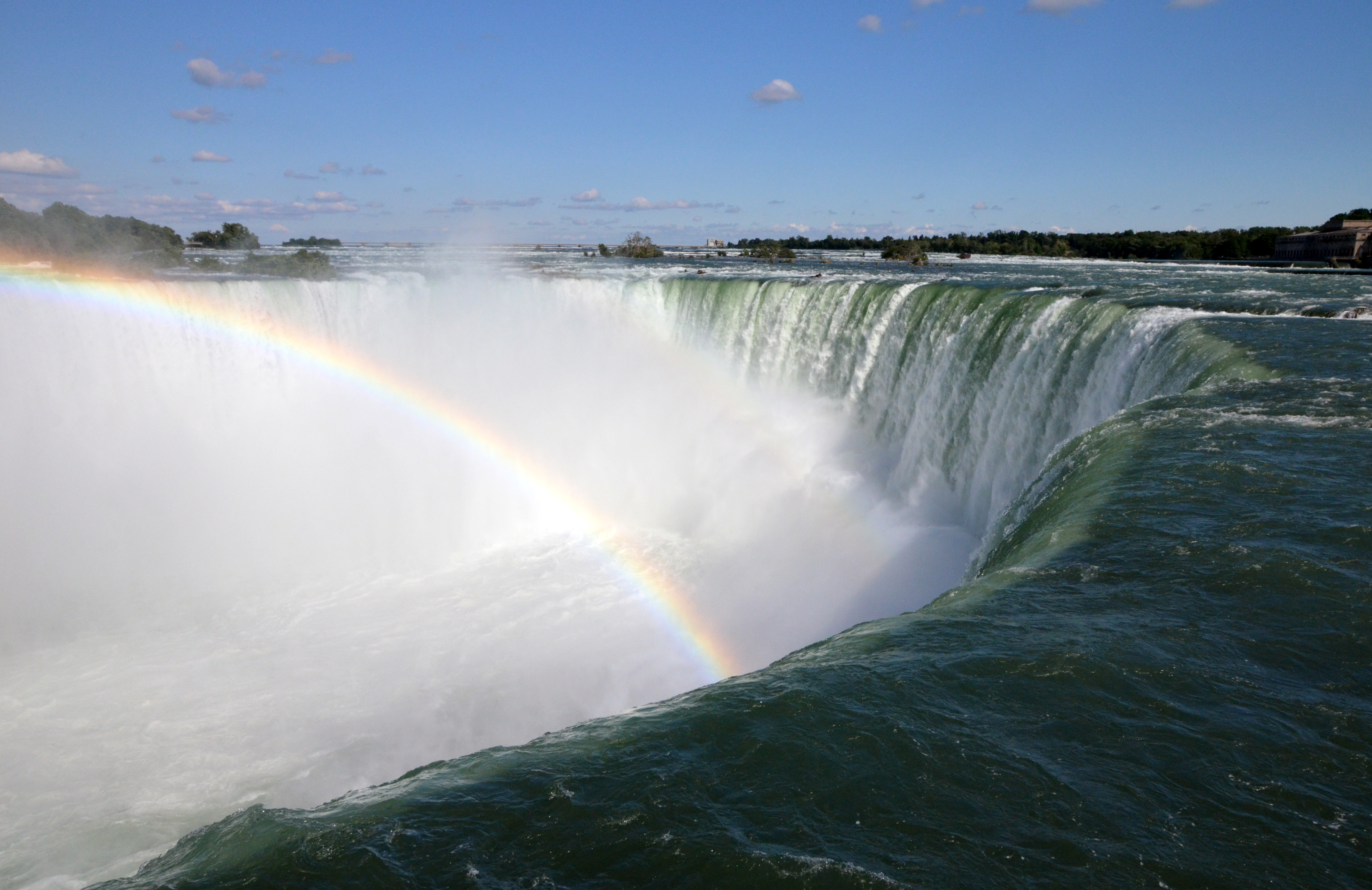
Horseshoe Falls

De Horseshoe Falls, ook bekend als Canadian Falls, is het bekendste deel van de Niagarawatervallen. Ongeveer 90% van het water van de rivier de Niagara stroomt over de Horseshoe Falls, terwijl ongeveer 10% over de American Falls stroomt. De naam 'hoefijzerwaterval' komt van de halfronde vorm die deze waterval heeft. Dit deel van de Niagarawatervallen ligt op de grens van de Verenigde Staten en Canada, voor het grootste deel op Canadees grondgebied, om precies te zijn tussen Terrapin Point op Goat Island in de staat New York en Table Rock House in Ontario.
De Horseshoe Falls is 671 meter breed. In het midden van de Horseshoe Falls is het water ongeveer 3 meter diep en passeert het de rand van de waterval met 32 km/h. De hoogte van de waterval is 53 meter. De diepte van de rivier aan de voet van de watervallen is zelfs meer dan de hoogte van de waterval, namelijk 56 meter naar schatting.
Tussen Horseshoe Falls en de twee andere watervallen ligt Goat Island. Twee bruggen boven de watervallen verbinden het eiland met de Amerikaanse kant.

### American Falls

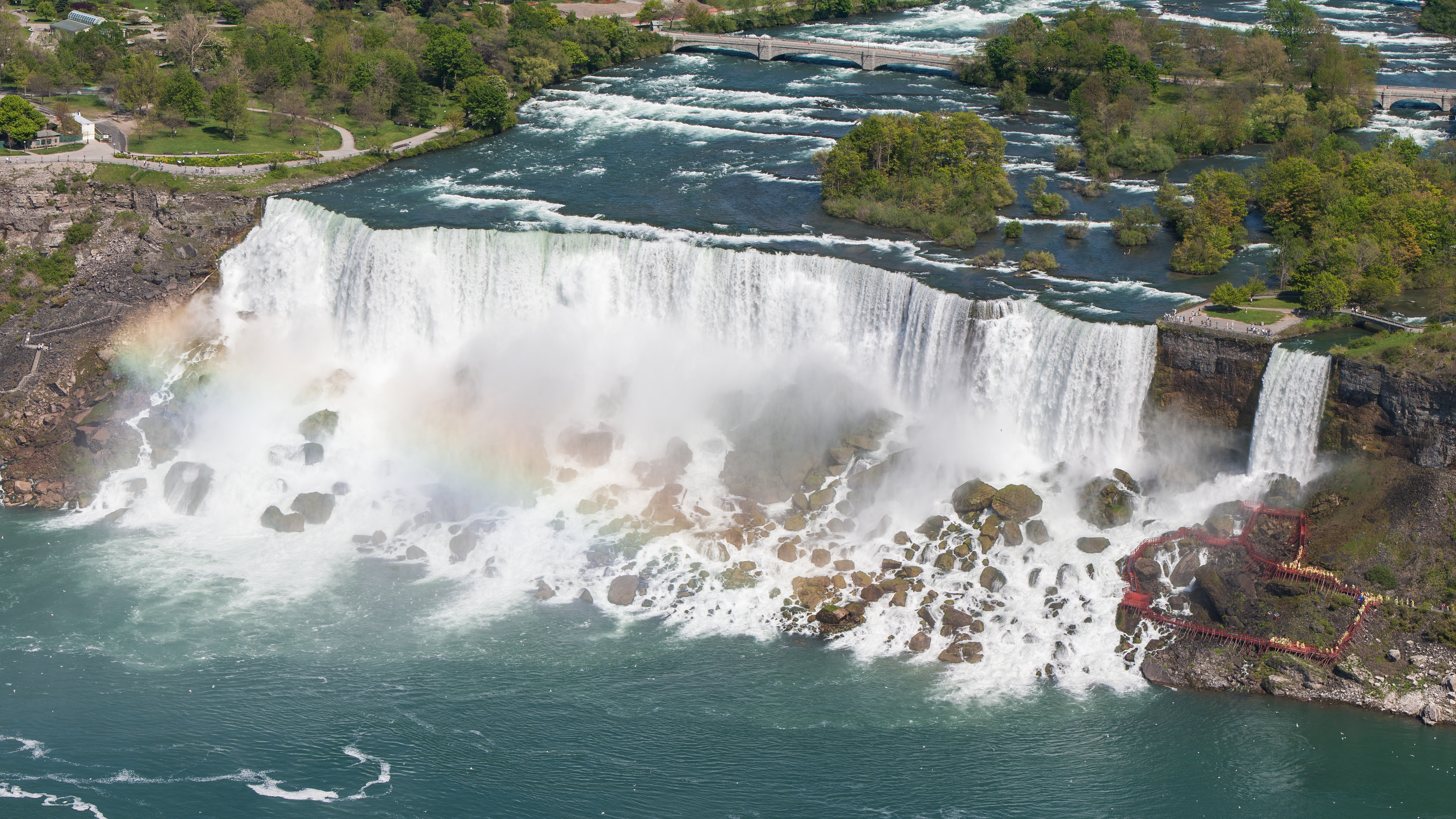
American Falls, de waterval bestaat uit twee delen: links de eigenlijke American Falls en rechts de kleinste van de drie watervallen Bridal Veil Falls, er tussen in ligt Luna Island.

De American Falls is de grootste van de twee Niagarawatervallen die volledig in de Verenigde Staten liggen, maar is kleiner dan de Horseshoe Falls. De breedte aan de top van American Falls is ongeveer 253 meter in een rechte lijn. De totale lengte van de gebogen rand is ongeveer 290 m. De hoogte van de waterval is 21 meter waarna het water neerslaat op een partij rotsen die door een grote verschuiving daar in 1954 terecht zijn gekomen. De diepte van het water aan de top van American Falls bedraagt slechts 0,6 m.

### Bridal Veil Falls
In de Niagara  Falls ligt een eilandje, Luna Island, zodat deze waterval uit twee delen bestaat: de eigenlijke American Falls en de kleinste van de drie watervallen, Bridal Veil Falls. Net als de American Falls ligt deze waterval volledig op grondgebied van de Verenigde Staten, tussen Luna Island en Goat Island. De breedte aan de top van de Bridal Veil Falls is slechts 17 meter. Het verval van Bridal Veil Falls is 25 m, gemeten tot aan de rotsblokken onderaan de watervallen. Aan de voet van de watervallen ligt, 31 m onder de top, de Maid of the Mist Pool. Het totale verval bedraagt 55 meter.
Een voetbrug boven de waterval verbindt Goat Island met Luna Island.

## Geologie

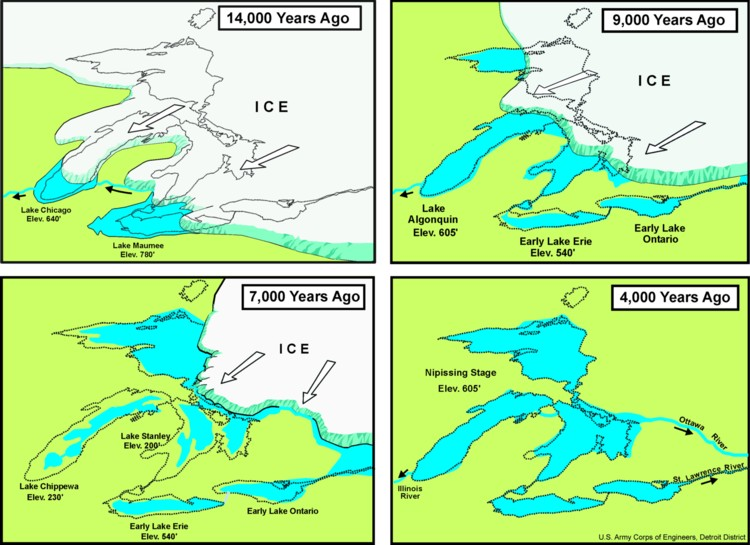
Evolutie van de Grote Meren

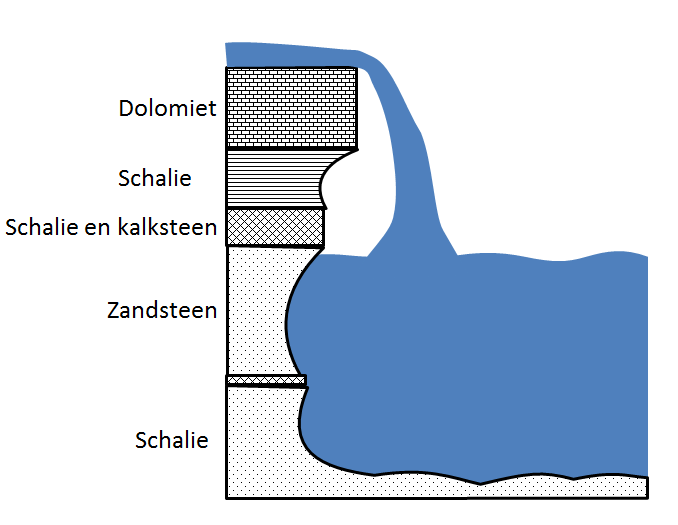
Doorsnede van de Niagara Falls

De randen van het paleocontinent Laurentia lagen tijdens het Ordovicium onder het zeeniveau. In deze ondiepe zee werden gedurende honderden miljoenen jaren verschillende sedimenten afgezet. Aangezien het gebied, waar de Niagarawatervallen zich nu bevinden, iets ten zuiden van de evenaar lag, kunnen we spreken over een warm kustmilieu. Hierdoor werd dolomiet afgezet. Afhankelijk van de nabijheid tot de kust en diepte werden ook schalie en zandsteen afgezet. Wie vandaag naar de verschillende gesteentelagen in de Niagarawatervallen kijkt, ziet een afwisseling van deze dolomiet, schalie en zandsteen. 
Tijdens een gebergtevormende fase (alleghenische orogenese), zo'n 300 miljoen jaar geleden ontstond hier een syncline. In deze syncline heeft de differentiële erosie gezorgd voor een cuestalandschap: in het midden het Michiganbekken met daaromheen zwak oplopende hellingen. De hardere dolomiet erodeert minder sterk. Deze dolomietgrens werd na de ijstijden overschreden door de Niagara.
Tijdens de ijstijden zijn de noordelijke delen van Europa, Azië en Noord-Amerika bedekt met enorme ijskappen. Aan het einde van deze ijskappen ontstaat een reeks van morenes die een grens zullen vormen voor de toekomstige meren. Aan het einde van de laatste ijstijd ligt de ijskap vooral ten noordoosten van de huidige Grote Meren. Hierdoor heeft het smeltwater alleen de mogelijkheid om weg te stromen naar het zuiden, vooral langs het Michiganmeer. Zodra de ijskap zich terugtrekt en het land door isostasie omhoog rijst, is er de mogelijkheid voor het water om via het noordoosten weg te stromen van het Eriemeer naar het Ontariomeer. Bij deze passage passeert de Niagara de Niagaracuesta, waar we de watervallen vinden. Ondertussen bevinden de watervallen zich niet meer aan het cuestafront, maar bevinden ze zich door de eroderende kracht van het water zo'n 12 km meer stroomopwaarts.

## Scheepvaart
Voor de scheepvaart zijn de watervallen een onoverkomelijke belemmering. Voor de schepen op de Grote Meren werd het 43 kilometer lange Wellandkanaal gegraven. Het kanaal loopt van Port Colborne aan het Eriemeer naar Port Weller aan het Ontariomeer. Het eerste kanaal werd in 1829 voor het scheepvaartverkeer geopend, maar het is diverse malen aangepast om grotere schepen te kunnen verwerken. Op jaarbasis wordt zo'n 30 miljoen ton vracht door het kanaal vervoerd.